# Meurtre de Pamela Mastropietro
Le meurtre de Pamela Mastropietro  est une affaire criminelle qui se déroule à Macerata en Italie en janvier 2018. Pamela Mastropietro est vue pour la dernière fois le 29 janvier 2018 et est assassinée peu après. En 2019, l'assassin, Innocent Oseghale, est condamné à la prison à perpétuité.

## Contexte et protagonistes
Pamela Mastropietro est Italienne de 18 ans qui, le 29 janvier 2018, quitte le centre de désintoxication Corridonia dans les Marches. Sa mère déclare que Mastropietro a commencé à prendre de la drogue après avoir rencontré un Roumain et qu'elle fréquentait un centre de traitement de la toxicomanie au moment de son décès. Lorsqu'elle quitte le centre, elle ne prend ni son téléphone portable ni ses papiers d'identité. On pense qu'elle aurait cherché à se droguer dans les Giardini Diaz, un lieu de rassemblement de dealers, toxicomanes et de criminels.

## Meurtre et enquête
Le corps de Pamela Mastropietro est retrouvé mutilé, caché dans deux valises ; bien qu'elle soit supposée être victime d'un meurtre, la cause exacte de décès qui daterait du 30 janvier 2018 n'est pas claire en février 2018. La police italienne déclare qu'elle a trouvé ses vêtements ensanglantés au domicile d'Innocent Oseghale, un Nigérian arrivé en Italie en 2014, qui avait abandonné un programme d'assistance aux réfugiés et commencé à vendre de la drogue. Avec Oseghale, la police arrête Desmond Lucky et Lucky Awelima. Un quatrième suspect, un trafiquant de drogue ghanéen en fuite, est également recherché ,,,. 
Innocent Oseghale, décrit comme « un Nigérian de 29 ans avec un permis de résidence expiré et un casier judiciaire pour des faits de trafic de drogue », est suspecté et arrêté peu de temps après la découverte du corps.
Le 7 juin 2018, un magistrat de Macerata, Giovanni Maria Manzoni, annule la détention provisoire de Lucky Awelima et Desmond Lucky pour les accusations de meurtre, de destruction et de dissimulation de cadavre. Néanmoins, Lucky Awelima et Desmond Lucky restent en prison pour trafic d'héroïne. 
Matteo Salvini, vice-premier ministre et ministre de l'Intérieur nouvellement élu, mentionne souvent le meurtre de Mastropietro dans le cadre de sa politique et de son scepticisme à l'égard de l'immigration.  
Alessandro Meluzzi, psychiatre et criminologue, affirme que le meurtre était associé à des gangs de criminels organisés nigérians.
En mai 2019 Innocent Oseghale est condamné à la prison a perpétuité.
Il fait appel en 2023, affirmant ne pas avoir violé la victime avant de la tuer. Lors de son procès, la mère de la victime, Alessandra Verni, porte un tee-shirt représentant le corps de sa fille, afin d'attirer l'attention du public sur la dangerosité de l'accusé,.

## Fusillade de Luca Traini
Le 3 février 2018, Luca Traini, un Italien âgé de 28 ans, blesse par arme à feu six Noirs dans une fusillade, décrite comme un acte de vengeance motivé par le meurtre de Pamela Mastropietro. L'auteur, Luca Traini un militant d'extrême droite, est arrêté avec le drapeau italien sur les épaules à Macerata près du monument aux morts,. Il est condamné à 12 ans de prison en octobre 2018

## Voir également
- Meurtre de Maria Ladenburger
- Meurtre de Meredith Kercher
- Meurtre d'Ashley Ann Olsen
- Décès d'Amalia Voican[17]
- Meurtre de Desirée Mariottini
- Meurtre de Giulia Cecchettin